# 健康游戏忠告
《健康游戏忠告》是中国出版工作者协会游戏工作委员会制定、中华人民共和国新闻出版总署发布的一条忠告，旨在提倡中国游戏玩家、青少年健康对待电子游戏，引导广大青少年合法、科学、适度地使用游戏出版物，为他们创造一个文明、健康的生活环境。此忠告于2003年8月15日由新闻出版总署的《关于在游戏出版物中登载〈健康游戏忠告〉的通知》”正式公布。《通知》中要求：
|  | 自2003年9月1日起，所有电子出版物出版单位在新出版的电子游戏出版物中、互联网游戏出版机构在出版的互联网游戏出版物中，应设置必要的程序，在游戏开始前，必须在画面的显著位置全文登载《健康游戏忠告》。2003年9月1日前已出版发行的电子游戏出版物，在重版时必须登载《健康游戏忠告》。各地新闻出版局应对此项工作认真监管，凡未按通知要求登载《健康游戏忠告》的游戏出版物，一律停止出版、运营和销售。 |

## 《健康游戏忠告》内容
|  | 抵制不良游戏，拒绝盗版游戏。 注意自我保护，谨防受骗上当。 适度游戏益脑，沉迷游戏伤身。 合理安排时间，享受健康生活。 |